# Siwa Polana

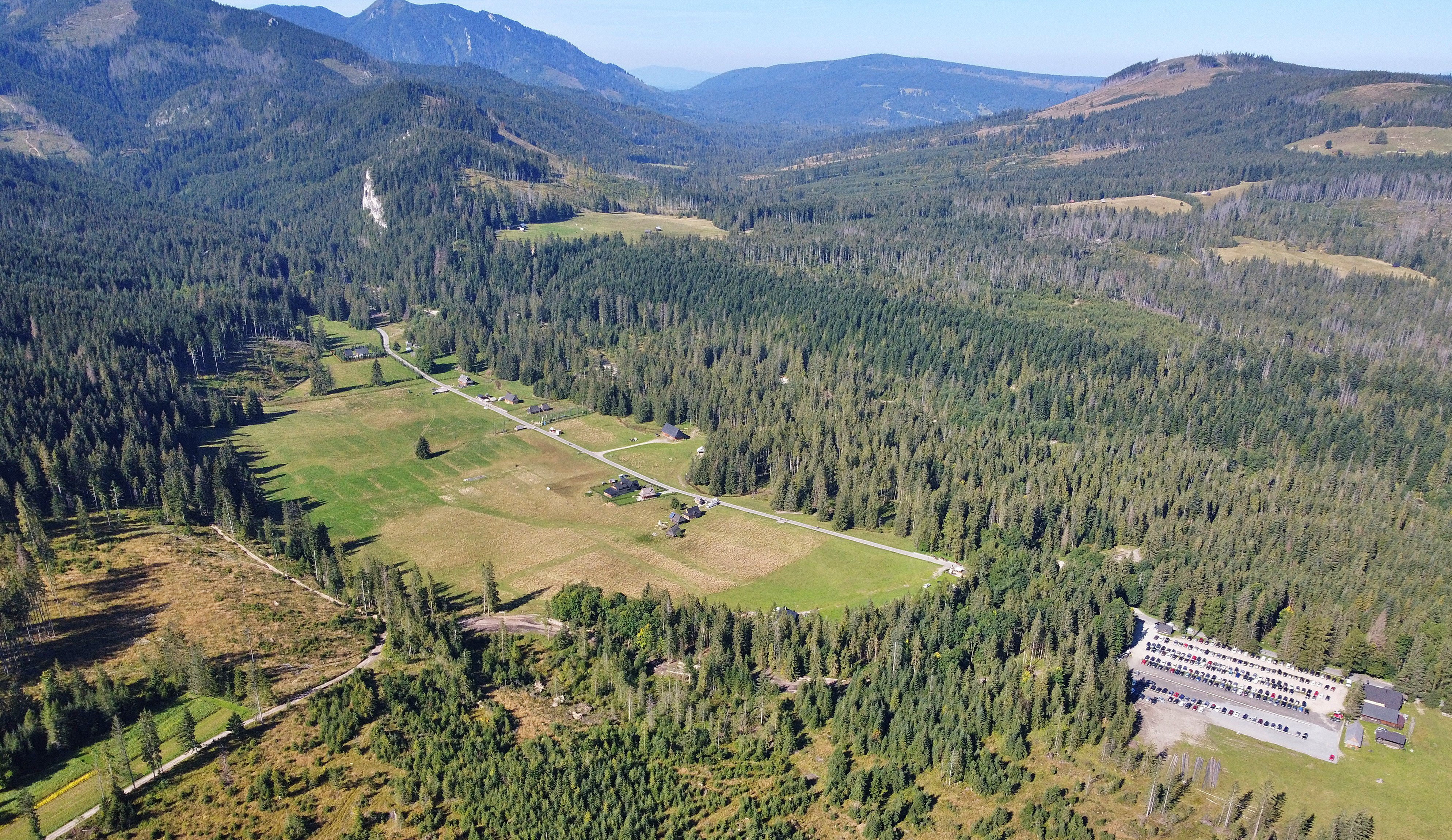
Siwa Polana (widok od północnego wschodu)

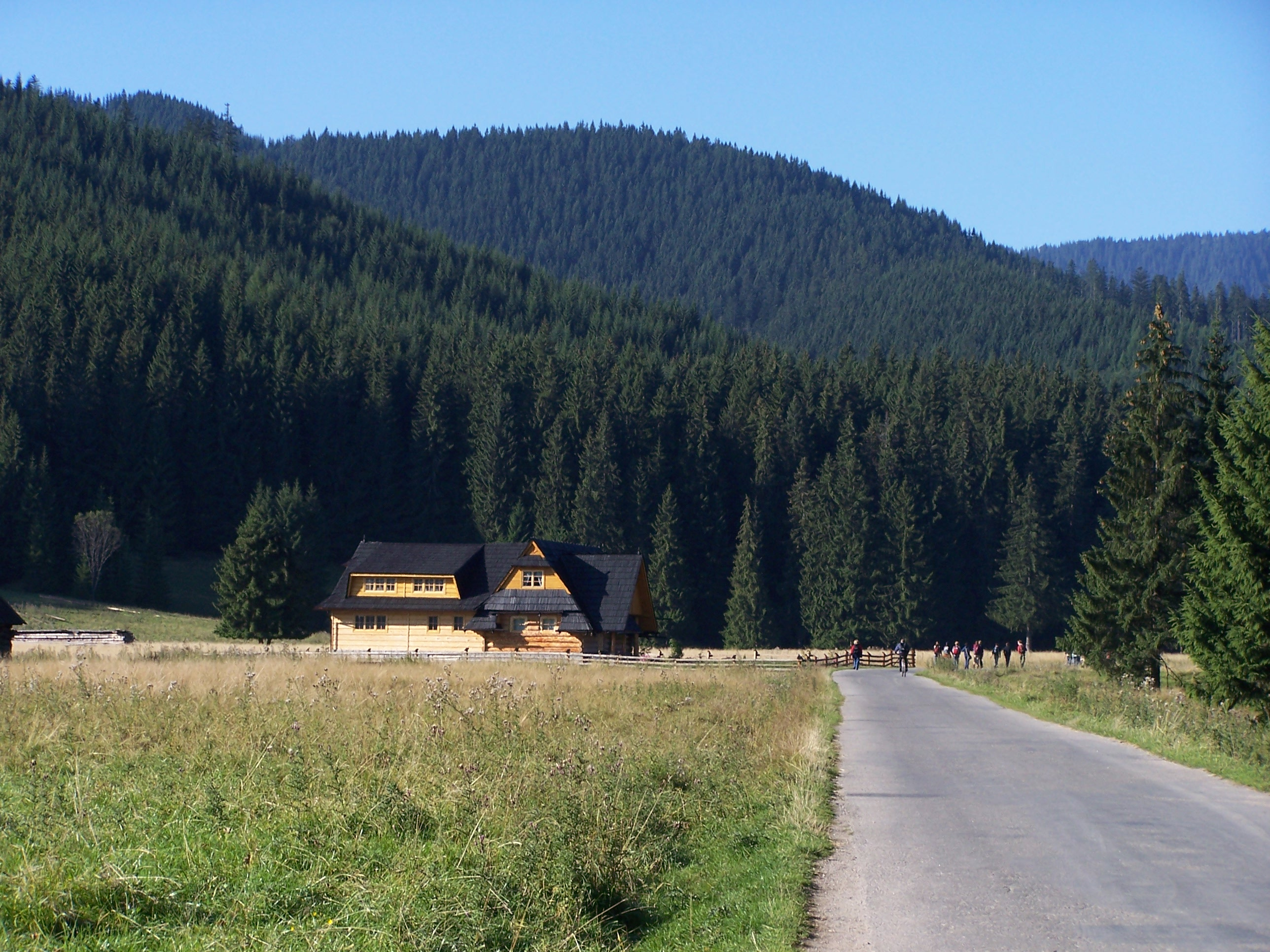
Południowy kraniec polany

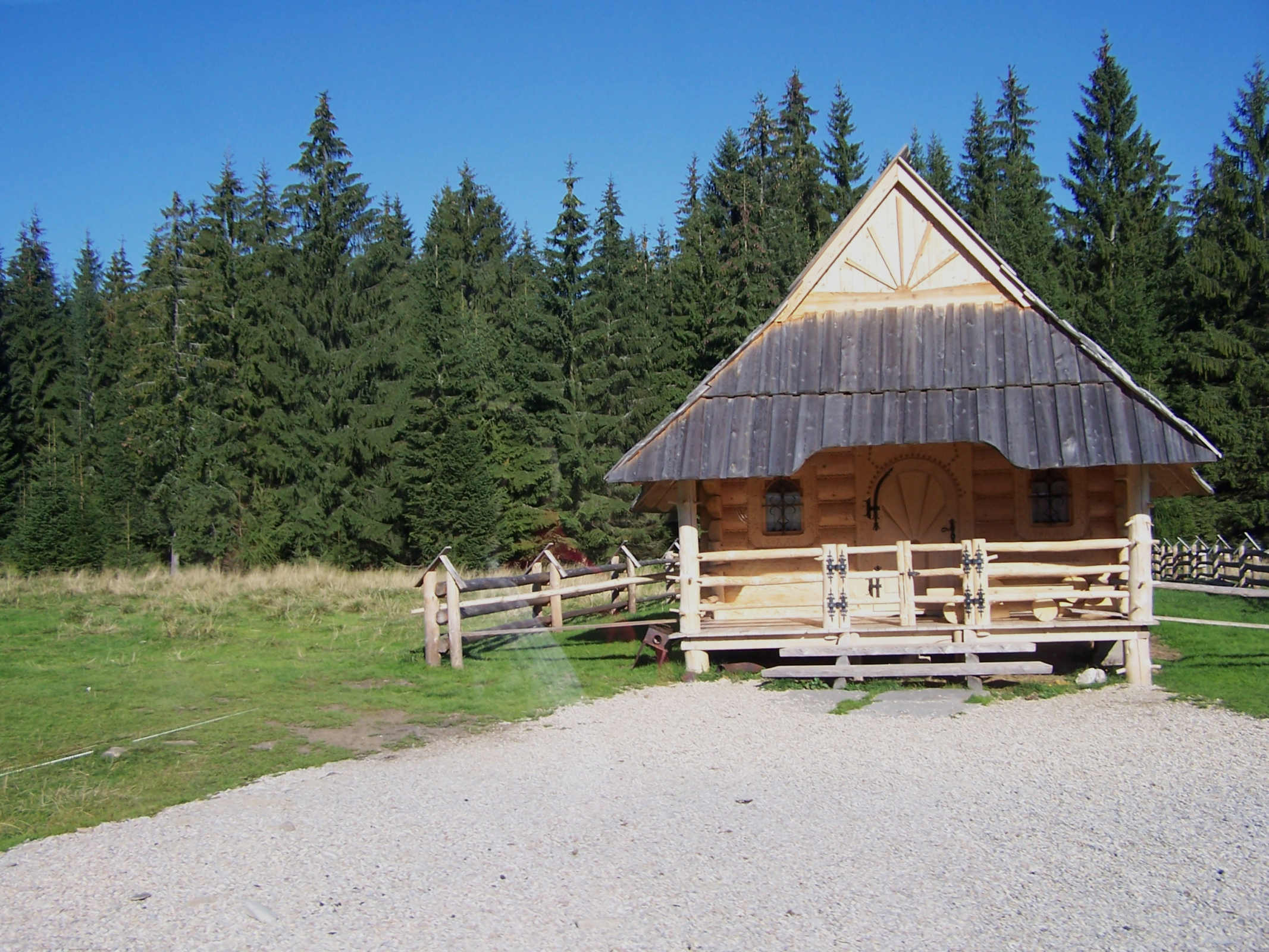
Chata na polanie

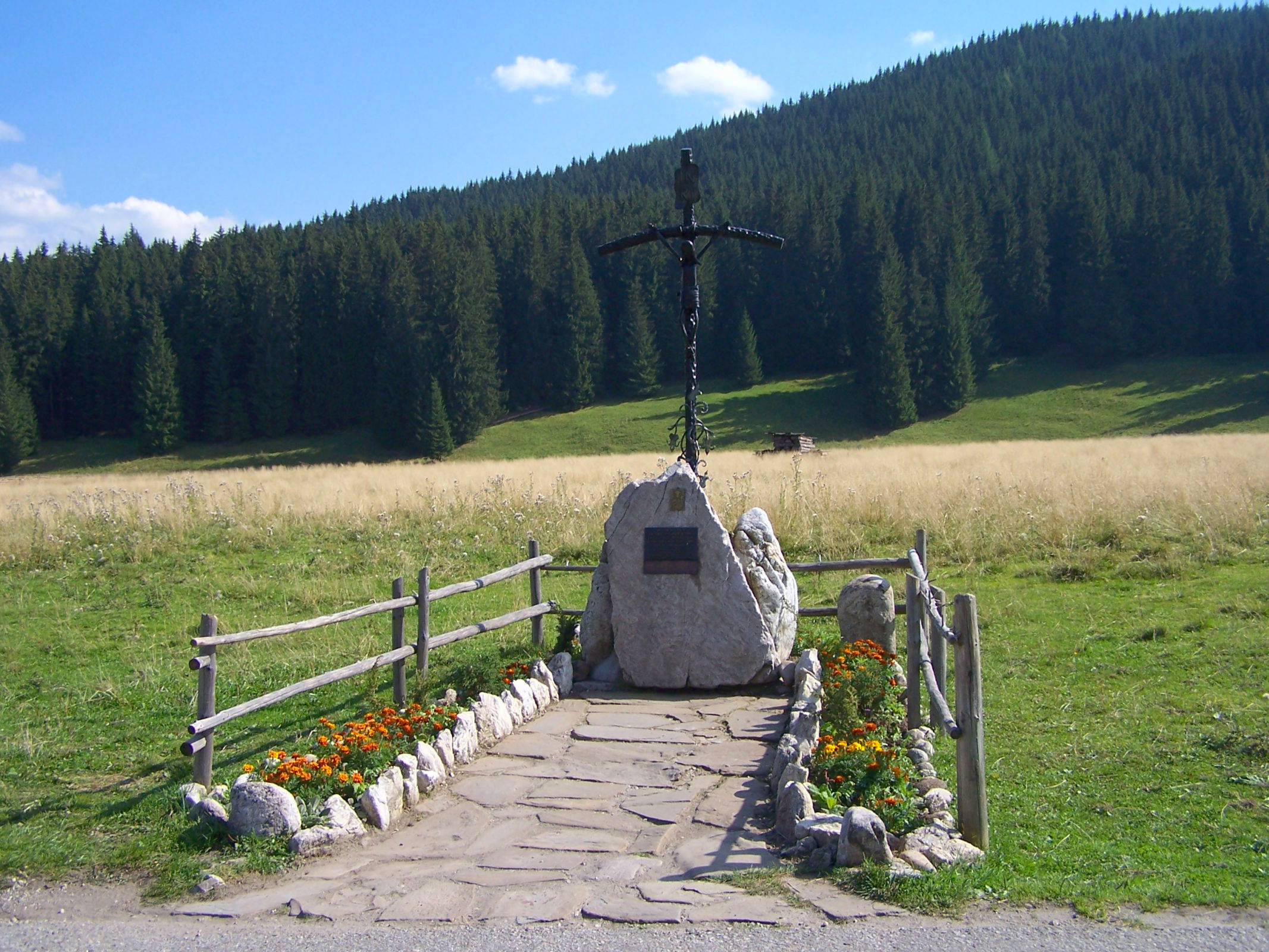
Krzyż upamiętniający pielgrzymkę Jana Pawła II

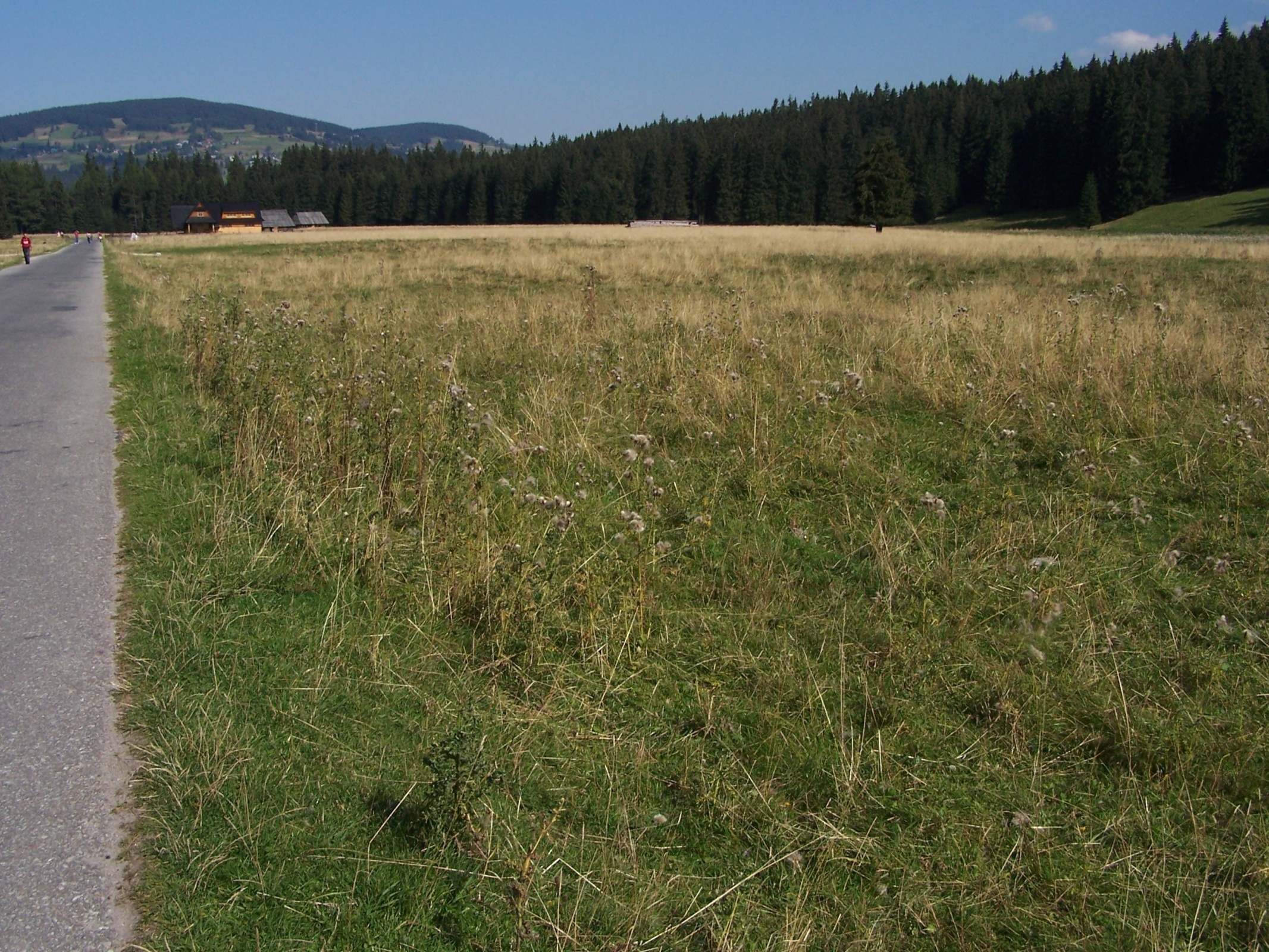
Siwa Polana

Siwa Polana – położona na wysokości 910–935 m n.p.m. śródleśna polana u wylotu Doliny Chochołowskiej, na obrzeżu Tatr Zachodnich w mikroregionie zwanym Rowem Kościeliskim. Znajduje się w odległości 1 km od skrzyżowania dróg w Roztokach, przez które przebiega droga Zakopane – Witów – Czarny Dunajec. Od skrzyżowania tego prowadzi do niej wąska asfaltowa droga. Przy drodze leśniczówka i domy.

## Historia i zabytki
Siwa Polana była niegdyś samodzielną polaną (tzn. nie należała do żadnej hali). Była koszona i intensywnie wypasana. Zatrzymywały się na niej na popas stada owiec pędzone na wyższe pastwiska w Dolinie Chochołowskiej. Była własnością wspólną, głównie gazdów z Czarnego Dunajca. Około 1800 roku miała już 24 właścicieli. W 1809 jeden z nich postawił na polanie drewniany krzyż z napisem: „Fundator Jan Łusczek A.D. 1809”. 
Siwa Polana była też świadkiem wydarzeń tragicznych.  27 grudnia 1939 r. okupanci niemieccy rozstrzelali na niej 9 Polaków. Upamiętnia to wydarzenie skałka i pamiątkowy nagrobek na południowym końcu polany, w miejscu tego zdarzenia.
Podczas drugiej pielgrzymki Jana Pawła II do Polski 23 czerwca 1983 r. na Siwej Polanie lądował helikopter papieski. Na pamiątkę tego górale odnowili istniejący wmurowany w kamień krzyż żelazny z początków XIX wieku i zamieścili na nim tabliczkę upamiętniającą to wydarzenie. Znajduje się on środku polany, po lewej stronie drogi.
Na Siwej Polanie zachowało się kilka oryginalnych budynków będących pozostałością dawnego pasterstwa; szałasy, stodoły, stajnie, letnie domki. Była tutaj cała „letnia wieś”. Obecnie powstało tutaj wiele nowych drewnianych budowli.

## Przyroda
Na polanie wiosną zakwitają krokusy, a jesienią zimowit jesienny. Siwa Polana jest najniższym w Polsce miejscem, gdzie naturalnie występuje bardzo rzadka roślina tatrzańska – pełnik siedmiogrodzki.

## Turystyka
Obecnie Siwa Polana jest w dalszym ciągu użytkowana pastersko, prowadzi się tutaj kulturowy wypas owiec i bydła, można kupić oscypki i bundz. Na pierwszy plan obecnie wysuwa się jednak jej znaczenie turystyczne. Jest punktem początkowym zwiedzania Doliny Chochołowskiej. Można do niej dojechać samochodem lub busem. Dalej obowiązuje zakaz wjazdu pojazdów zmechanizowanych. Na polanie jest płatny parking, końcowy przystanek busów, wypożyczalnia rowerów górskich, bufety, karczma, sklepik, kolejka „Rakoń” i punkt sprzedaży biletów wstępu do parku narodowego. Bilety sprzedaje tutaj nie TPN, lecz Wspólnota Leśna Uprawnionych Ośmiu Wsi z siedzibą w Witowie, do której należy obszar Doliny Chochołowskiej i Lejowej. Dalej wędrować można:
- pieszo. Czas przejścia: do Chochołowskiej Polany (7,5 km) 1:55 h
- kolejką turystyczną „Rakoń”, która kursuje co pół godziny i dojeżdża do polany Huciska
- rowerem. Działa wypożyczalnia rowerów, którymi można dojechać dalej niż kolejką traktorową, bo do leśniczówki
- bryczką góralską, którą można dojechać jeszcze dalej – do samej Polany Chochołowskiej.

## Szlaki turystyczne
– górnym skrajem polany, na obrzeżach lasu prowadzi zielony szlak z Kir obok wylotu Doliny Lejowej na południowo-zachodni skraj Siwej Polany, gdzie łączy się z asfaltową drogą wchodzącą na teren TPN i prowadzi dalej dnem Doliny Chochołowskiej do schroniska PTTK na Polanie Chochołowskiej. Szlak jest przedłużeniem Drogi pod Reglami.
- Czas przejścia z Kir na Siwą Polanę: 50 min w obie strony
- Czas przejścia z Siwej Polany do schroniska: 1:55 h, ↓ 1:30 h
- Czas przejścia szosą od połączenia ze szlakiem do parkingu i punktu opłat: 15 min w obie strony